# FLN Frisia Luftverkehr

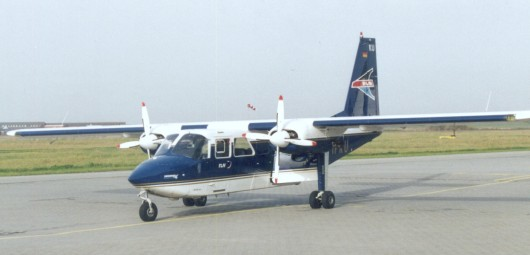
O Britten-Norman BN-2 da companhia aérea FLN Frisia Luftverkehr

FLN Frisia Luftverkehr é uma companhia aérea sediada em Norder, na Alemanha.